# Epke Zonderland
Epke Zonderland, född den 16 april 1986 i Lemmer, Nederländerna, är en nederländsk gymnast.
Han tog OS-guld i herrarnas räck i samband med de olympiska gymnastiktävlingarna 2012 i London.